# 維塔利覆蓋引理
數學上，維塔利(Vitali)覆蓋引理是一個組合幾何的結果，用於實分析中。這引理說給出一族球，可以從中找到一族互不相交的球，將這些球半徑增加一定倍後，就能把其他的球都覆蓋住。

## 引理敘述

### 有限多球
在一個度量空間中有一族閉球{\displaystyle B_{1},\ldots ,B_{n}}，則這一族球中存在互不相交的球{\displaystyle B_{i_{1}},\ldots ,B_{i_{m}}}，適合條件
{\displaystyle B_{1}\cup \ldots \cup B_{n}\subset 3B_{i_{1}}\cup \ldots \cup 3B_{i_{m}}}
{\displaystyle 3B_{i_{k}}}表示和{\displaystyle B_{i_{k}}}有相同中心，而半徑是{\displaystyle B_{i_{k}}}的三倍的球。

### 無限多球
在一個度量空間中有一族半徑為正數的閉球{\displaystyle \{B_{i}:i\in I\}}，這族球的半徑有有限的上界，即
{\displaystyle \sup _{I}\mathrm {rad} (B_{i})<\infty }
則這一族球中存在互不相交的球{\displaystyle \{B_{i}:i\in I'\}}，{\displaystyle I'\subset I}，適合條件
{\displaystyle \bigcup _{i\in I}B_{i}\subset \bigcup _{i\in I'}5B_{i}}
{\displaystyle 5B_{i}}表示和{\displaystyle B_{i}}有相同中心，而半徑是{\displaystyle B_{i}}的五倍的球。

## 證明

### 有限情形
取這一族球中半徑最大的一個球{\displaystyle B_{i_{1}}}，然後除去所有與{\displaystyle B_{i_{1}}}相交的球。再從剩下的球中取半徑最大的為{\displaystyle B_{i_{2}}}，如此類推。那麼任何其他的球必定因為和某個{\displaystyle B_{i_{k}}}相交而被除去，這個球的半徑不大於{\displaystyle B_{i_{k}}}，因此包含在{\displaystyle 3B_{i_{k}}}之內。

### 無限情形
設這一族球的半徑的上確界為R。將這一族按半徑分成子集{\displaystyle {\mathcal {F}}_{j}}，j為正整數；{\displaystyle {\mathcal {F}}_{j}}包含半徑在區間{\displaystyle (R/2^{j},R/2^{j-1}]}的球。依次取{\displaystyle {\mathcal {G}}_{1},{\mathcal {G}}_{2},\cdots }如下：
1. 設{\displaystyle {\mathcal {F}}'_{1}={\mathcal {F}}_{1}}。取{\displaystyle {\mathcal {G}}_{1}}為{\displaystyle {\mathcal {F}}'_{1}}內互不相交球的子集之中的極大者，即其他在{\displaystyle {\mathcal {F}}'_{1}}中的球都與這一子集中某個球相交。從佐恩引理知這樣的{\displaystyle {\mathcal {G}}_{1}}存在，以下同。
2. 設已取{\displaystyle {\mathcal {G}}_{1},\cdots ,{\mathcal {G}}_{k-1}}，k為某大於1的整數。設{\displaystyle {\mathcal {F}}'_{k}}是{\displaystyle {\mathcal {F}}_{k}}中不與{\displaystyle {\mathcal {G}}_{1}\cup \cdots \cup {\mathcal {G}}_{k-1}}中任何球相交的全部球的子集。取{\displaystyle {\mathcal {G}}_{k}}為{\displaystyle {\mathcal {F}}'_{k}}內互不相交球的子集之中的極大者。

設{\displaystyle {\mathcal {G}}=\bigcup _{k=1}^{\infty }{\mathcal {G}}_{k}}。任何其他的球B必在某一個{\displaystyle {\mathcal {F}}'_{k}}中，因此這個球與{\displaystyle {\mathcal {G}}_{k}}中一個球{\displaystyle B'}相交，而{\displaystyle B'}的半徑大於B的半徑的二分之一，故此B包含在{\displaystyle 5B'}之內。

## 討論
因為有無限多球時，可能不存在半徑最大的球，所以在構造中，每一步選擇的球的半徑，只要求接近餘下的球的半徑的上確界。而結果中的5並非最佳常數。將{\displaystyle {\mathcal {F}}_{j}}的定義中的{\displaystyle 2^{j},2^{j+1}}的2換成任何大於1的數c，那麼就可把結果中的5換成1+2c，即可以用任何大於3的數取代。不過由於未必有半徑最大的球，以致不能像有限多球時用3取代，以下是一個簡單例子。

### 例子
在平面{\displaystyle \mathbb {R} ^{2}}中，給出如下的一族球：對每個正整數n，{\displaystyle B_{n}}是半徑為{\displaystyle 2-1/n}的閉球，若n為奇數，{\displaystyle B_{n}}的圓心在{\displaystyle (2-1/n,0)}；若n為偶數，則圓心在{\displaystyle (-2+1/n,0)}。所有球都包含原點(0,0)，故任意兩個球都相交，因此包含互不相交的球的子集只能有一個球。這一族球的半徑上確界是2，然而全部球的半徑都小於2。若選任何一個{\displaystyle B_{n}}為這個子集，因有半徑更大的球{\displaystyle B_{n+1}}在原點的另一側，故此{\displaystyle 3B_{n}}不覆蓋{\displaystyle B_{n+1}}。

## 應用
這條引理用於證明哈代－李特爾伍德極大不等式。